# Église Saint-Jean de l'Albère
Pour les articles homonymes, voir église Saint-Jean.
L'église Saint-Jean de l'Albère est une église romane située à L'Albère, dans le département français des Pyrénées-Orientales. Son nom en catalan est Sant Joan de l'Albera. Elle est citée dès 1089 (ecclesiae Sancti Ioannis de Albera). Le peuplement qui se développe autour  dès son achèvement constitue un des deux hameaux de L'Albère. Le bâtiment actuel date du XIe siècle.

## Histoire
La plaque monument aux morts est restaurée en 2000.

## Architecture et mobilier
Le monument aux morts de la commune de L'Albère est une plaque de marbre fixée sur un mur de l'église Saint-Jean. Elle est gravée d'une couronne de laurier entourant un croix chrétienne. De part et d'autre sont gravés les dates 1914 et 1919 et en-dessous : AUX ENFANTS DE L'ALBÈRE MORTS POUR LA FRANCE. Suit une liste de six noms : 
- Lucien PLANES
- Jean FALGARONNE
- Pierre OLIVERS
- Vincent COLOMB
- Martin MARTY
- Robert CAPDEVILLE ORIOL

### Document
- « Église Saint-Jean-d'Albère : plan, coupes longitudinale et transversale schématiques. », notice no AP066_20096600358, sur la plateforme ouverte du patrimoine, base Mémoire, ministère français de la Culture